# Jukulajärvi
Jukulajärvi är en sjö i Övertorneå kommun i Norrbotten och ingår i Torneälvens huvudavrinningsområde. Sjön har en area på 0,0437 kvadratkilometer och ligger 167,1 meter över havet.

## Delavrinningsområde
Jukulajärvi ingår i det delavrinningsområde (737783-184650) som SMHI kallar för Utloppet av Armasjärvi. Medelhöjden är 87 meter över havet och ytan är 21,16 kvadratkilometer. Räknas de 39 avrinningsområdena uppströms in blir den ackumulerade arean 581,58 kvadratkilometer. Armasjoki (Puostijoki) som avvattnar avrinningsområdet har biflödesordning 2, vilket innebär att vattnet flödar genom totalt 2 vattendrag innan det når havet efter 73 kilometer. Avrinningsområdet består mestadels av skog (61 procent). Avrinningsområdet har 5,36 kvadratkilometer vattenytor vilket ger det en sjöprocent på 25,3 procent.